# Cantone di Rombas
Il Cantone di Rombas è una divisione amministrativa dell'arrondissement di Metz-Campagne.
A seguito della riforma approvata con decreto del 18 febbraio 2014, che ha avuto attuazione dopo le elezioni dipartimentali del 2015, è passato da 2 a 14 comuni.

## Composizione
I 2 comuni facenti parte prima della riforma del 2014 erano:
- Amnéville
- Rombas

Dal 2015 i comuni appartenenti al cantone sono i seguenti 14:
- Amanvillers
- Amnéville
- Bronvaux
- Fèves
- Marange-Silvange
- Montois-la-Montagne
- Norroy-le-Veneur
- Pierrevillers
- Plesnois
- Rombas
- Roncourt
- Saint-Privat-la-Montagne
- Sainte-Marie-aux-Chênes
- Saulny